# パームトップPC
パームトップPC は、およそ掌（パーム）の上に収まるサイズの電池駆動式のPCである。ここで特にPCとは、IBM互換PCを指す。一般的な掌サイズのコンピュータはパームトップコンピュータと呼ばれる。デザインは、ノートPCよりもひとまわり小さい横長のクラムシェル型筐体に、ディスプレイとキーボードが備わっていた。多くのパームトップPCはジャケットのポケットに収まるサイズである。

## 概要
パームトップPCは、IBM互換のPCアーキテクチャとBIOSを備え、CPUはインテルのx86互換アーキテクチャ、OSはROMに格納されたDOSベースであった。PDAなどのオフィススイートがプレインストールされており、 多くは汎用の商用オフザシェルフPC用ソフトウェアを少しの修正または修正なしで利用できた。OSは他にもGEOS、Windows 1.0-3.0（リアルモードのみ）またはMINIX 2.0を搭載できるものもあった。
ほとんどのパームトップPCはスタティックなハードウェア設計によって電力消費の低減やリブートすることなく即時の電源オフ・オンを実現していた。モデルによっては、フル充電では数時間から数日起動状態を保つことができた。また、スタンバイ状態では、数週間から一年間持続することができた。PDAとして通常使用する場合だと、大体は電池を交換せずに一週間から数ヶ月使用することができた。
初めて市販されたパームトップPCは、1989年発売のDIP Pocket PC（Atari Portfolio）である。

## 主要機種
- en:DIP Pocket PC (en:DIP DOS 2.11, 1989)
- Atari Portfolio (DIP DOS 2.11, 1989)
- en:Poqet PC Classic (MS-DOS 3.3, 80C88, 1989)
- en:Poqet PC Prime (MS-DOS 3.3, 80C88)
- en:Poqet PC Plus (MS-DOS 5.0, en:NEC V30)
- en:ZEOS Pocket PC (MS-DOS 5.0, 1991)
- en:Sharp PC-3000 (MS-DOS 3.3, 1991)
- en:Sharp PC-3100 (MS-DOS 3.3, 1991)
- en:Hewlett-Packard 95LX (MS-DOS 3.22, en:NEC V20, 1991)
- en:Hewlett-Packard 100LX (MS-DOS 5.0, 80186-compatible en:HP Hornet, 1993)
- en:Hewlett-Packard Palmtop FX (MS-DOS 5.0, 80186-compatible HP Hornet, 1993)
- en:Hewlett-Packard 200LX (MS-DOS 5.0, 80186-compatible HP Hornet, 1994)
- en:Hewlett-Packard 1000CX (MS-DOS 5.0, 80186-compatible HP Hornet)
- en:Hewlett-Packard OmniGo 700LX (MS-DOS 5.0, 80186-compatible HP Hornet, 1996)

タッチスクリーン版：
- en:Hewlett-Packard OmniGo 100 (en:Datalight ROM-DOS+en:PEN/GEOS 2.1, NEC V30HL-compatible en:Vadem VG230, 1993)
- en:Hewlett-Packard OmniGo 120 (DOS+PEN/GEOS, NEC V30HL-compatible Vadem VG230)

クラムシェル型のUltra-Mobile PC (UMPC) は、パームトップPCの後継機種とも見なせる：
- en:Yukyung Viliv N5 (Intel en:Atom Z520, 2010)